# Benito Juárez, Uxpanapa
Benito Juárez är en ort i Mexiko.   Den ligger i kommunen Uxpanapa och delstaten Veracruz, i den sydöstra delen av landet, 500 km sydost om huvudstaden Mexico City. Benito Juárez ligger 103 meter över havet och antalet invånare är 316.
Terrängen runt Benito Juárez är huvudsakligen platt, men åt sydost är den kuperad.  Trakten runt Benito Juárez är nära nog obefolkad, med mindre än två invånare per kvadratkilometer. Närmaste större samhälle är Poblado Cinco, 19,3 km öster om Benito Juárez. I omgivningarna runt Benito Juárez växer i huvudsak städsegrön lövskog.